# Барран
Барра́н (фр. Barran) — коммуна во Франции, находится в регионе Юг-Пиренеи. Департамент — Жер. Входит в состав кантона Ош-Сюд-Уэст. Округ коммуны — Ош.
Код INSEE коммуны — 32029.

## География

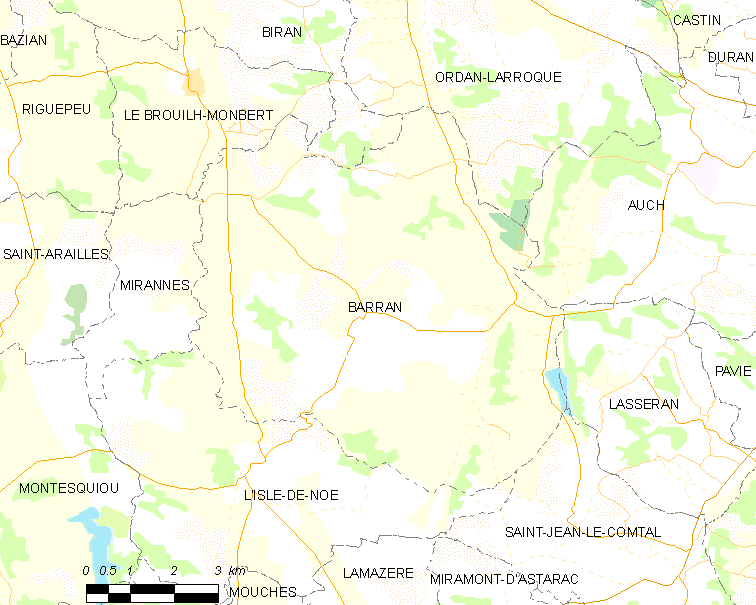
Карта коммуны

Коммуна расположена приблизительно в 600 км к югу от Парижа, в 85 км западнее Тулузы, в 12 км к западу от Оша.
На западе коммуны протекает река Баиз.

## Климат
Климат умеренно-океанический. Лето жаркое и немного дождливое, температура часто превышает 35 °С. Зимой часто бывает отрицательная температура и ночные заморозки. Годовое количество осадков — 700—900 мм.

## Население
Население коммуны на 2010 год составляло 723 человека.
| 1962 | 1968 | 1975 | 1982 | 1990 | 1999 | 2010 |
| ---- | ---- | ---- | ---- | ---- | ---- | ---- |
| 861  | 801  | 660  | 653  | 618  | 670  | 723  |

## Администрация
| Период | Период | Фамилия        | Партия        | Примечания |
| ------ | ------ | -------------- | ------------- | ---------- |
| 1957   | 1971   | Гонтран Дюффор |               |            |
| 1971   | 1995   | Сельс Люстри   |               |            |
| 1995   | 2001   | Камиль Дюке    |               |            |
| 2001   | 2014   | Поль Фурес     | Разные правые |            |
| 2014   | 2020   | Жан-Пьер Баке  |               |            |

## Экономика
В 2010 году среди 403 человек трудоспособного возраста (15-64 лет) 305 были экономически активными, 98 — неактивными (показатель активности — 75,7 %, в 1999 году было 71,8 %). Из 305 активных жителей работали 286 человек (159 мужчин и 127 женщин), безработных было 19 (7 мужчин и 12 женщин). Среди 98 неактивных 29 человек были учениками или студентами, 40 — пенсионерами, 29 были неактивными по другим причинам.

## Достопримечательности
- Коллегиальная церковь Св. Иоанна Крестителя (XII век). Исторический памятник с 1978 года[4]
- Церковь (XIV век). Исторический памятник с 1944 года[5]
- Замок Мазер (XV век). Исторический памятник с 1981 года[6]
- Городские ворота, мост и ров (XV век). Исторический памятник с 1944 года[7]
- Голубятня Бонфон (XVII век). Исторический памятник с 1973 года[8]

## Фотогалерея

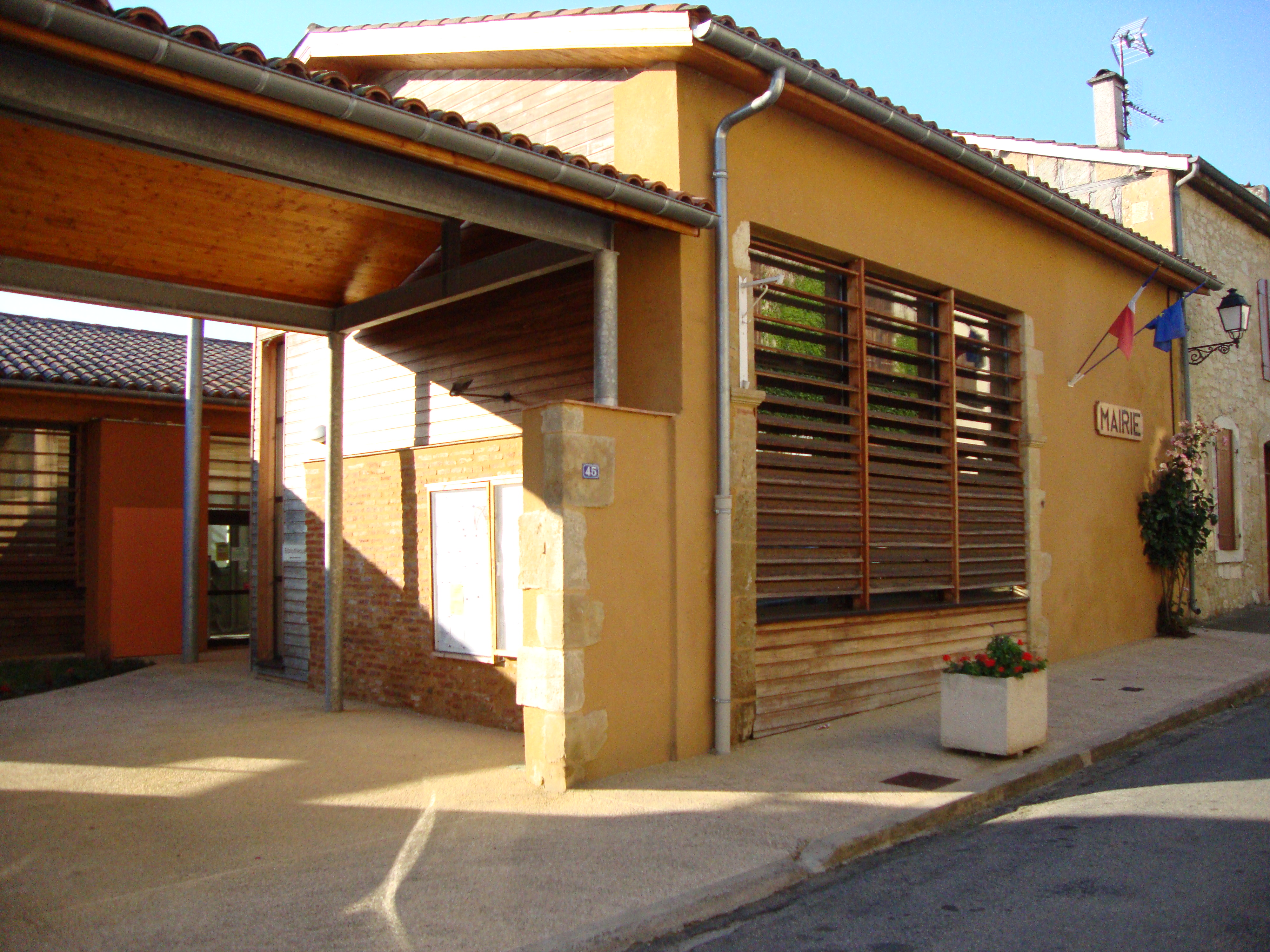
Мэрия
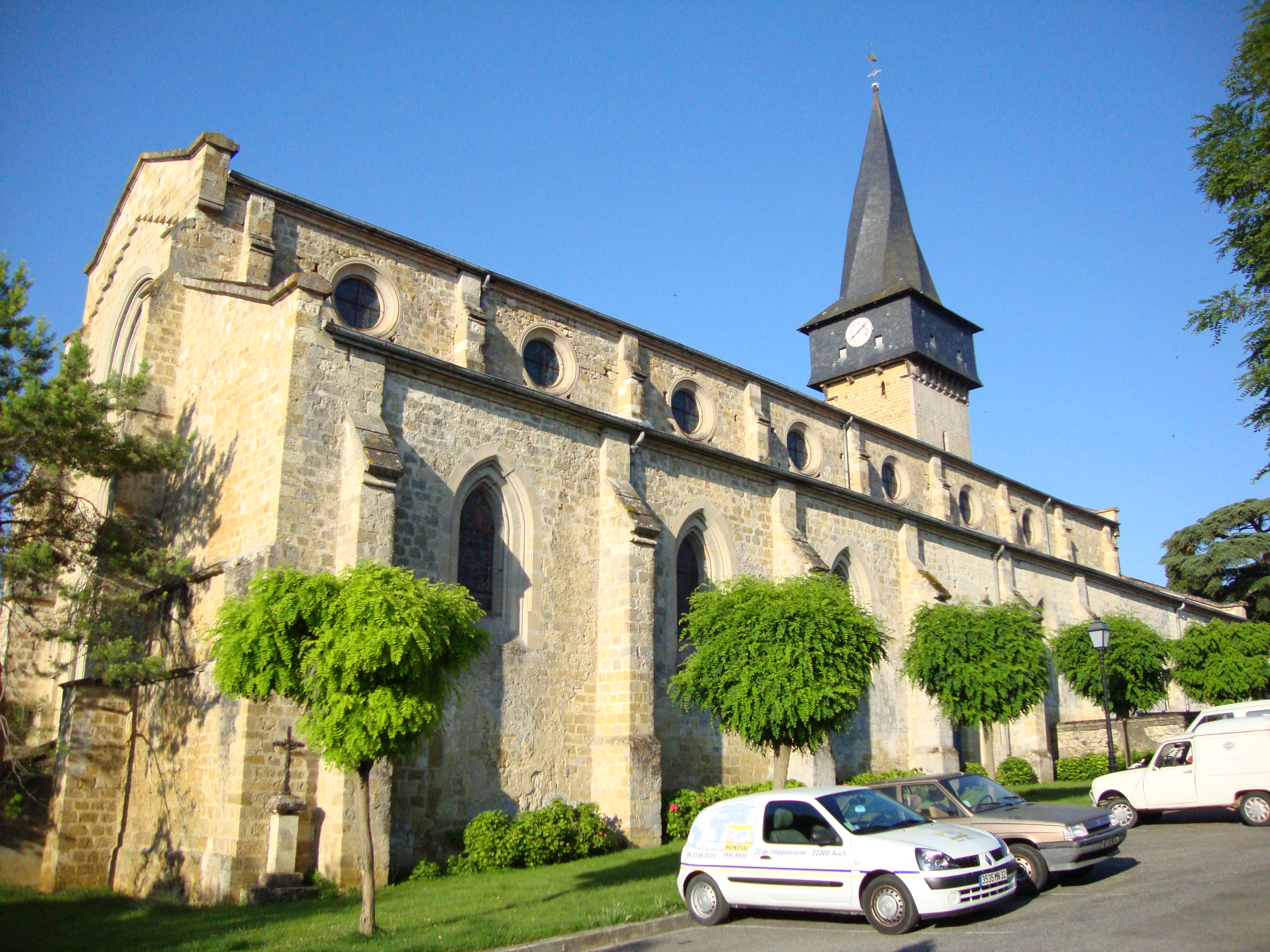
Церковь Св. Иоанна Крестителя
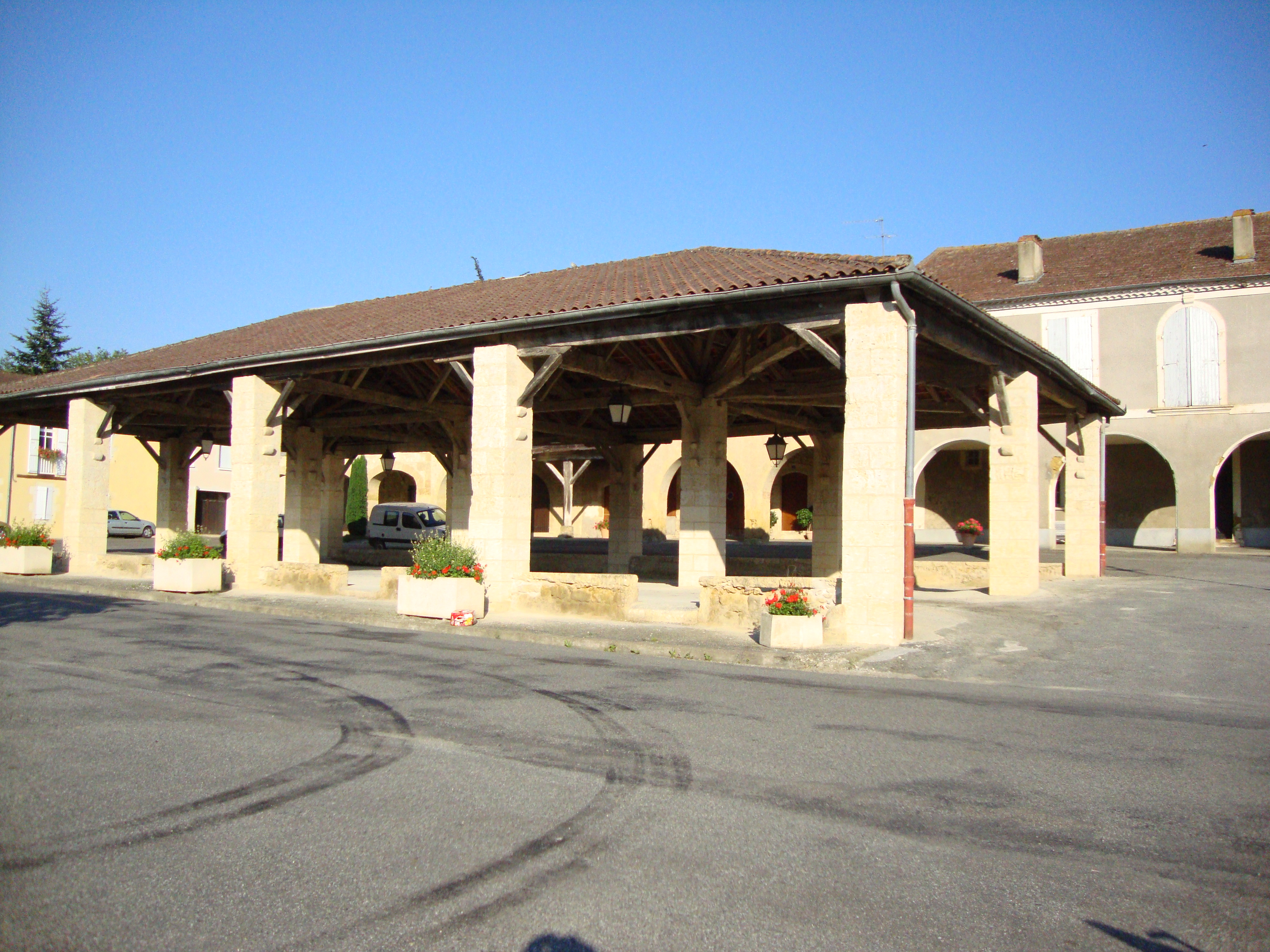
Крытый рынок
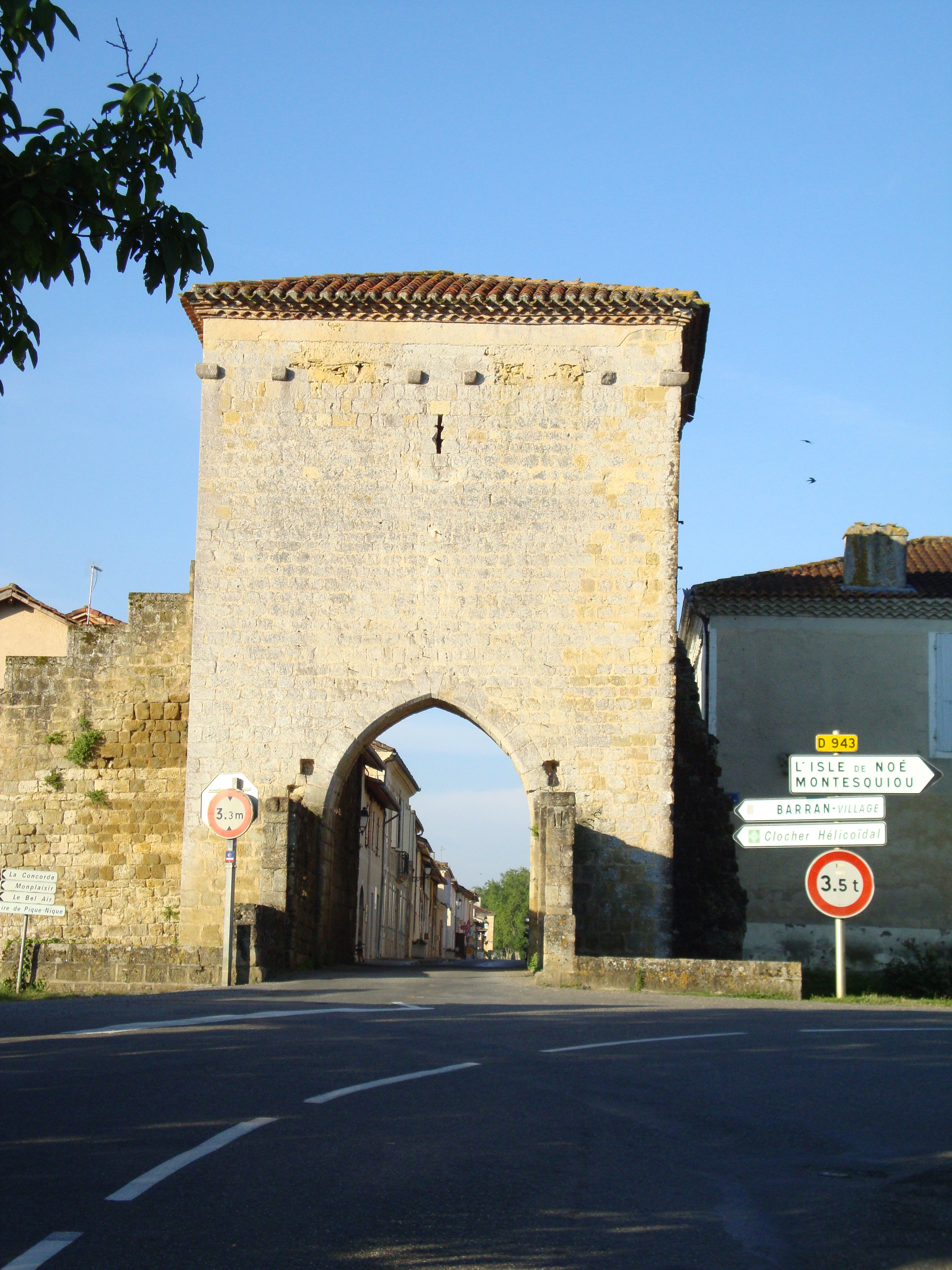
Городские ворота
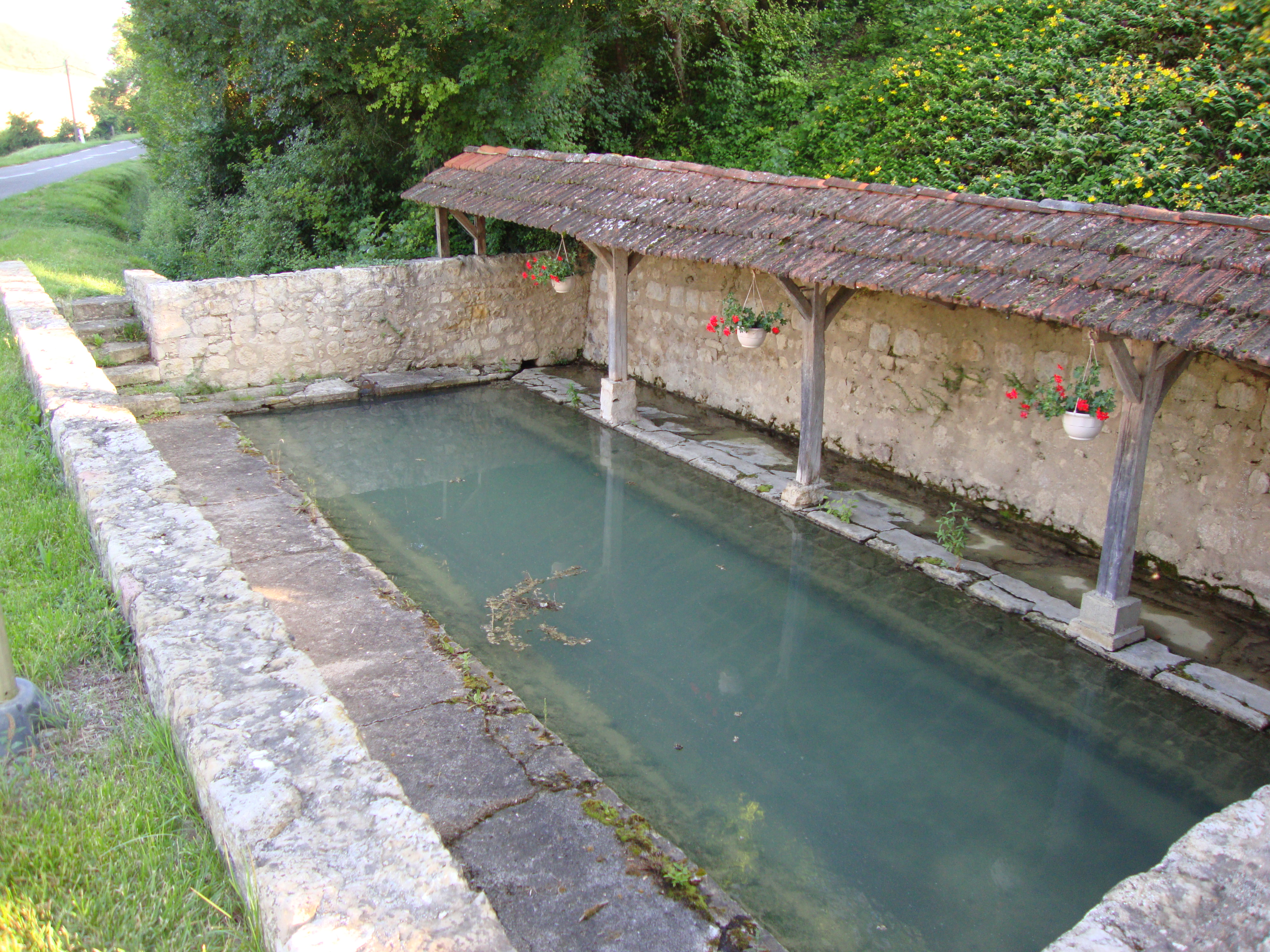
Общественная прачечная
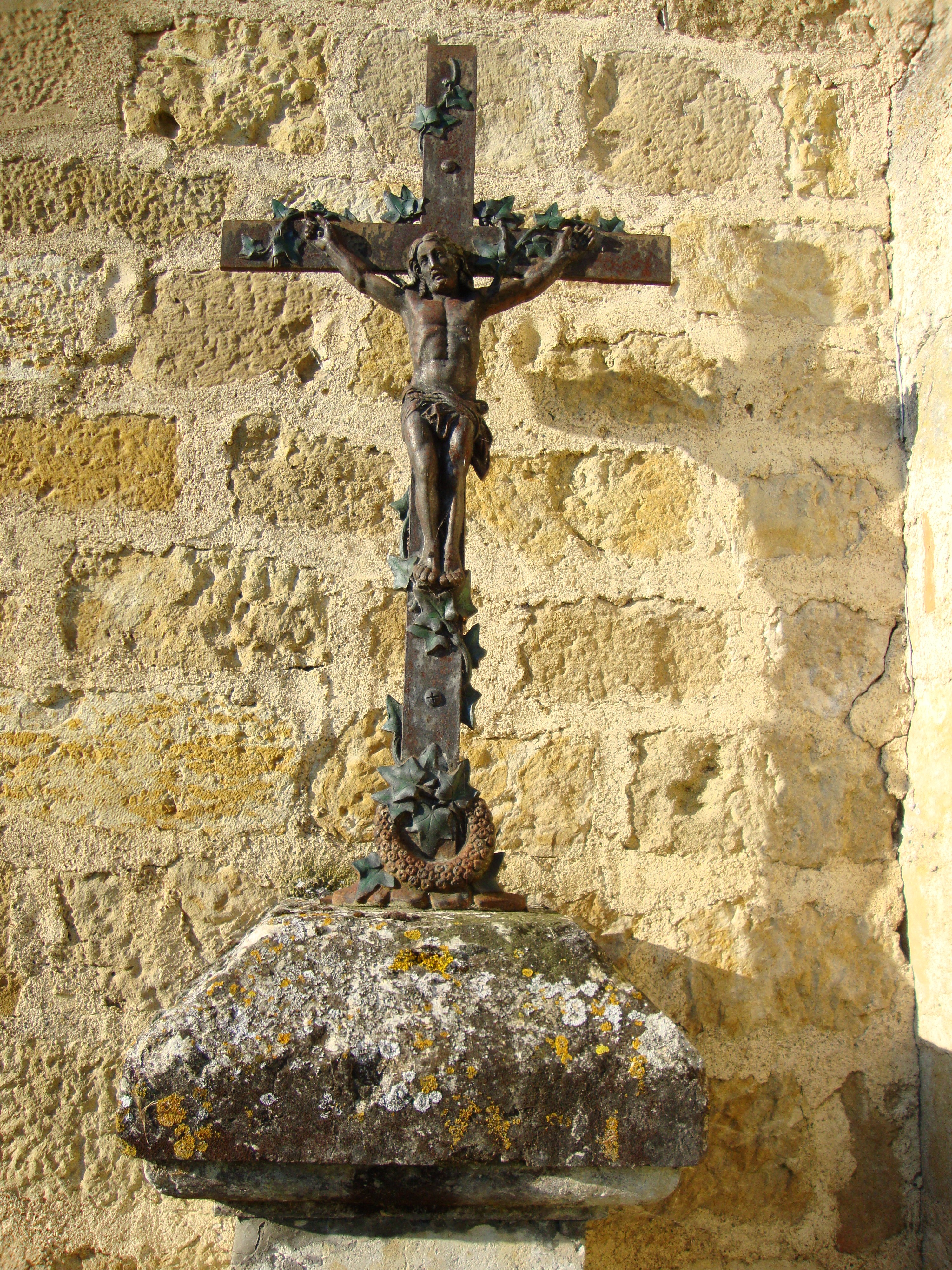
Крест
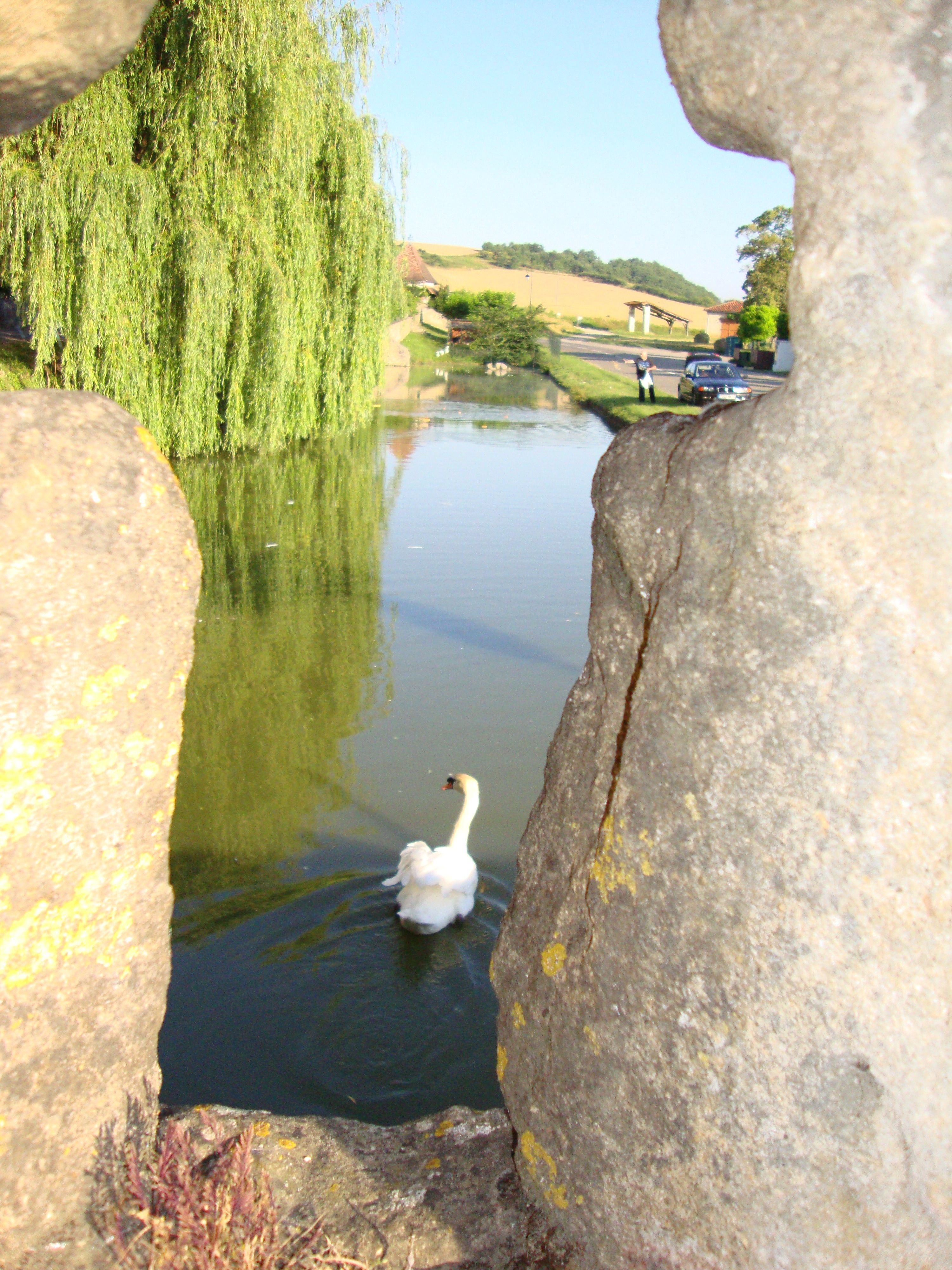
Вид на ров